# Nậm Dẩn (suối)
Nậm Dẩn là một con sông đổ ra Sông Chảy ở huyện Xín Mần tỉnh Hà Giang. Sông có chiều dài 15 km và diện tích lưu vực là 150 km² .

## Dòng chảy
Nậm Dẩn bắt nguồn từ xã Nậm Dẩn huyện Xín Mần, chảy đến thị trấn Cốc Pài thì đổ ra Sông Chảy .
Nậm Dẩn không phải sông liên tỉnh như "Danh mục lưu vực sông liên tỉnh" biên tập . Một số văn liệu viết chệch tên thành Nấm Dẩn.